# Anthias anthias
Anthias anthias (Linnaeus, 1758), conosciuto comunemente come castagnola rossa è un pesce osseo marino appartenente alla famiglia dei Serranidae.

## Distribuzione e habitat
Si trova nel Mar Mediterraneo e nell'Oceano Atlantico orientale dal Portogallo all'Angola, ci sono segnalazioni anche dalla Namibia settentrionale. È molto comune nel Mediterraneo ma raro nell'Adriatico.
Il suo habitat si trova nel piano circalitorale su fondi a coralligeno in ombra e ricchi di cavità. Si incontra fino a 200 metri di profondità, inizia ad essere comune attorno ai 30 metri. È un comune abitatore delle grotte sottomarine. Nel periodo estivo si può incontrare a profondità relativamente minori, sempre in caverne o anfratti oscuri.

## Descrizione
Questo pesciolino è abbastanza diverso dagli altri serranidi mediterranei dato che ha una sagoma più alta e corpo compresso ai lati, con bocca relativamente piccola. Gli occhi sono grandi e la fronte leggermente arcuata. La bocca è armata di piccoli denti caniniformi. La pinna dorsale è abbastanza ampia, nei maschi il secondo e il terzo raggio spinoso portano un'appendice laminare simile a una bandierina. La pinna caudale è fortemente forcuta, il lobo inferiore è più lungo e appuntito del superiore. Le pinne ventrali sono molto allungate e molto più grandi delle pinne pettorali, nel maschio sono molto più sviluppate che nella femmina e di solito hanno una macchia gialla arancio all'estremità. Le scaglie sono presenti anche nella regione della testa. La linea laterale è molto incurvata e decorre lungo il profilo del dorso tranne che nel peduncolo caudale.
La livrea è appariscente: da rosso violacea ad arancio vivo con tre strisce gialle dietro l'occhio, che è circondato da un anello giallo e azzurro.
La lunghezza arriva a 27 cm, normalmente raggiunge i 15 cm.

## Biologia

### Comportamento
Vive in banchi non compatti e poco dinamici. Se disturbati i banchi si rifugiano immediatamente in un anfratto. Ha abitudini notturne.

### Alimentazione
Si nutre di crostacei e pesciolini.

### Riproduzione
È un ermafrodita proterogino, che da femmina diviene maschio con la crescita. Si riproduce in estate.

## Pesca
Si cattura con reti da posta e nasse oltre che con le lenze innescate con esche animali.
Le carni hanno scarso valore perché liscose.